# Rue Richer
La rue Richer est une rue de Paris située dans le 9e arrondissement.

## Situation et accès
La rue Richer est desservie par les lignes 8 et 9 à la station Grands Boulevards ainsi qu'à la station 7 à la station Cadet.

## Origine du nom
Cette rue porte le nom de Jean-Charles Richer, avocat en Parlement de Paris, conseiller du Roi, quartinier et échevin de Paris.

## Historique
Cette rue portait en 1738 le nom de « ruelle de l'Égout ». Un nouvel égout canalisé est réalisé en 1739-1740. En juillet 1740, 2 167 personnes travaillaient sur cet ouvrage. Il va alors de la rue Vieille-du-Temple au quai de Chaillot (place de l'Alma), soit une longueur de 6 053,59 [m. Le garde-magasin général Lévêque demande le couvrement de l'égout réalisé en 1739-1740 qui passe au nord de l'Hôtel des Menus-Plaisirs (Paris) qui a été construit en 1763 entre la rue Bergère et l'égout. Une première tranche est réalisée en 1766 et 1767. Un peu plus tard, Guillaume Élie Le Foulon, maître maçon et entrepreneur a proposer de voûter à ses frais le reste de l'égout jusqu'à la rue du Faubourg-Montmartre. Dans un édit pris à Versailles le 9 mars 1782 par Louis XVI, la largeur de « la ruelle dite de l'Égout, dans la partie située entre la rue du Faubourg-Poissonnière et celle du Faubourg-Montmartre dont la largeur est de 8 pieds, sera élargie et portée à la largeur de 36 pieds. Voulons que ladite rue soit appelée rue Richer » (Jean-Charles Richer, échevin en 1780). Cependant, en 1784 on a constaté que la largeur prévue par cet édit entraînait plusieurs inconvénients. Elle est réduite à 30 pieds par lettres patentes du 27 février 1784. Cette solution avait l'avantage de faire correspondre les débouchés de cette rue avec la rue des Petites-Écuries à l'est et la rue de Provence à l'ouest. Ces nouveaux alignements sont tracés définitivement le 29 avril 1785. Cette décision est reprise par la décision ministérielle du 15 thermidor an IX prise par le ministre de l'Intérieur Jean-Antoine Chaptal et l'ordonnance royale du 23 août 1833.
Par ordonnance 1833, la rue est alignée :
« Article 1 — Sont arrêtés ainsi qu'ils sont tracés sur les plans ci-annexés, conformément aux procès-verbaux des points de repère transcrits sur les dits plans, les alignements des voies publiques de Paris ci-après désignées, savoir : rues Beauregard, Bellefond, Bergère, Bleue, Bochard-de-Saron, de la Boule-Rouge, Buffault, Coquenard, Cretet, Montholon, Papillon, Pétrelle prolongée, Ribouté, Richer, Turgot, avenue Trudaine.
Article 2 — Il sera procédé conformément aux lois et règlements en vigueur, ou tout ce qui pourra concerner soit les réparations d’entretien, soit la démolition, pour cause de vétusté, des bâtiments qui excèdent les alignements ainsi arrêtés, soit les terrains à occuper par la voie publique ou par les particuliers, soit enfin les indemnités qui seront dues de part et d'autre pour la cession de ces terrains.
Article 3 — Notre ministre secrétaire d’État au département du Commerce et des Travaux publics est chargé de l'exécution de la présente ordonnance.
Donné au palais des Tuileries, le 23 août 1833.
Signé : Louis-Philippe Ier. »

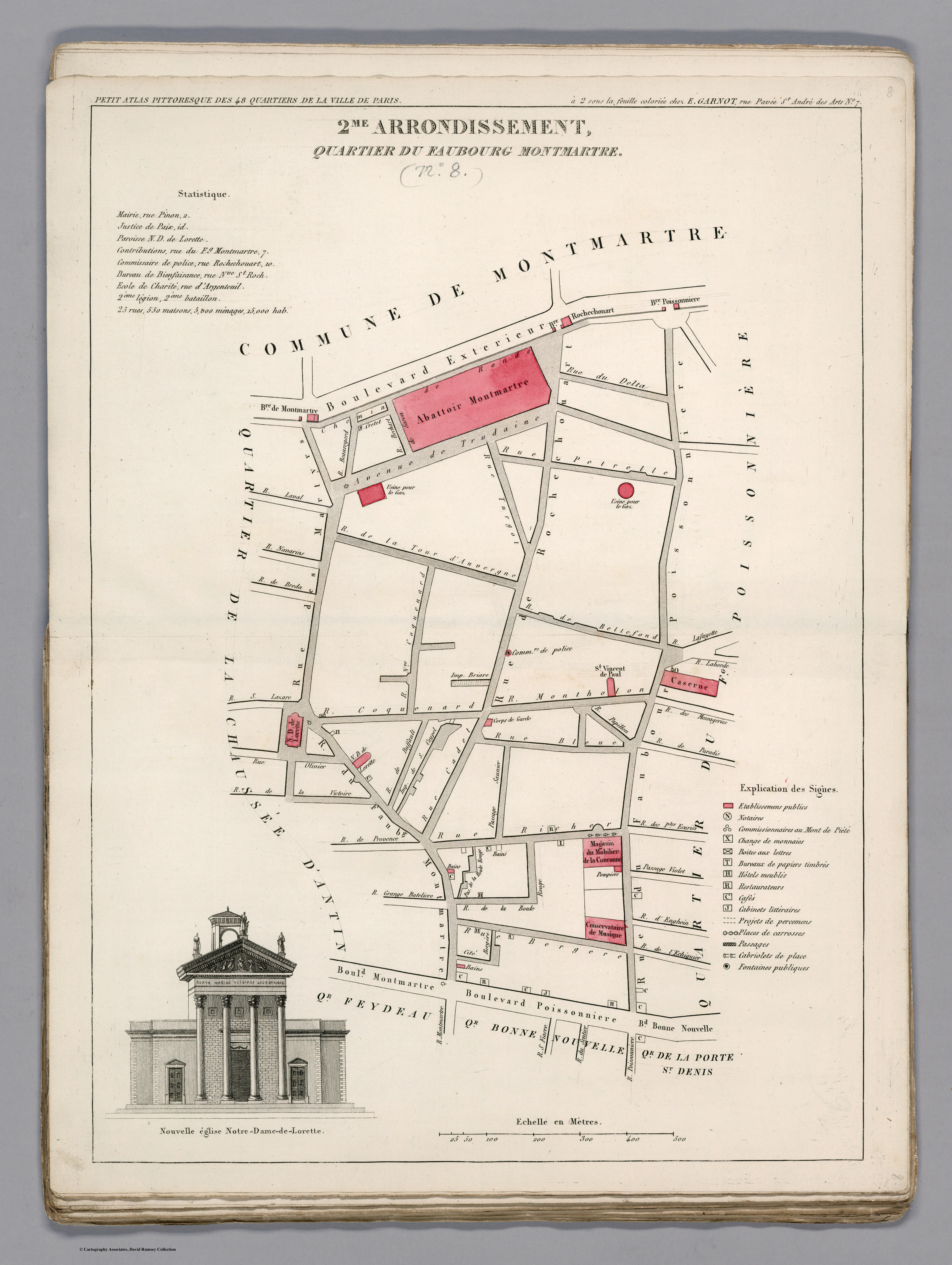
Plan du quartier du Faubourg Montmartre dans l'ancien 2e arrondissement en 1834.

## Bâtiments remarquables et lieux de mémoire

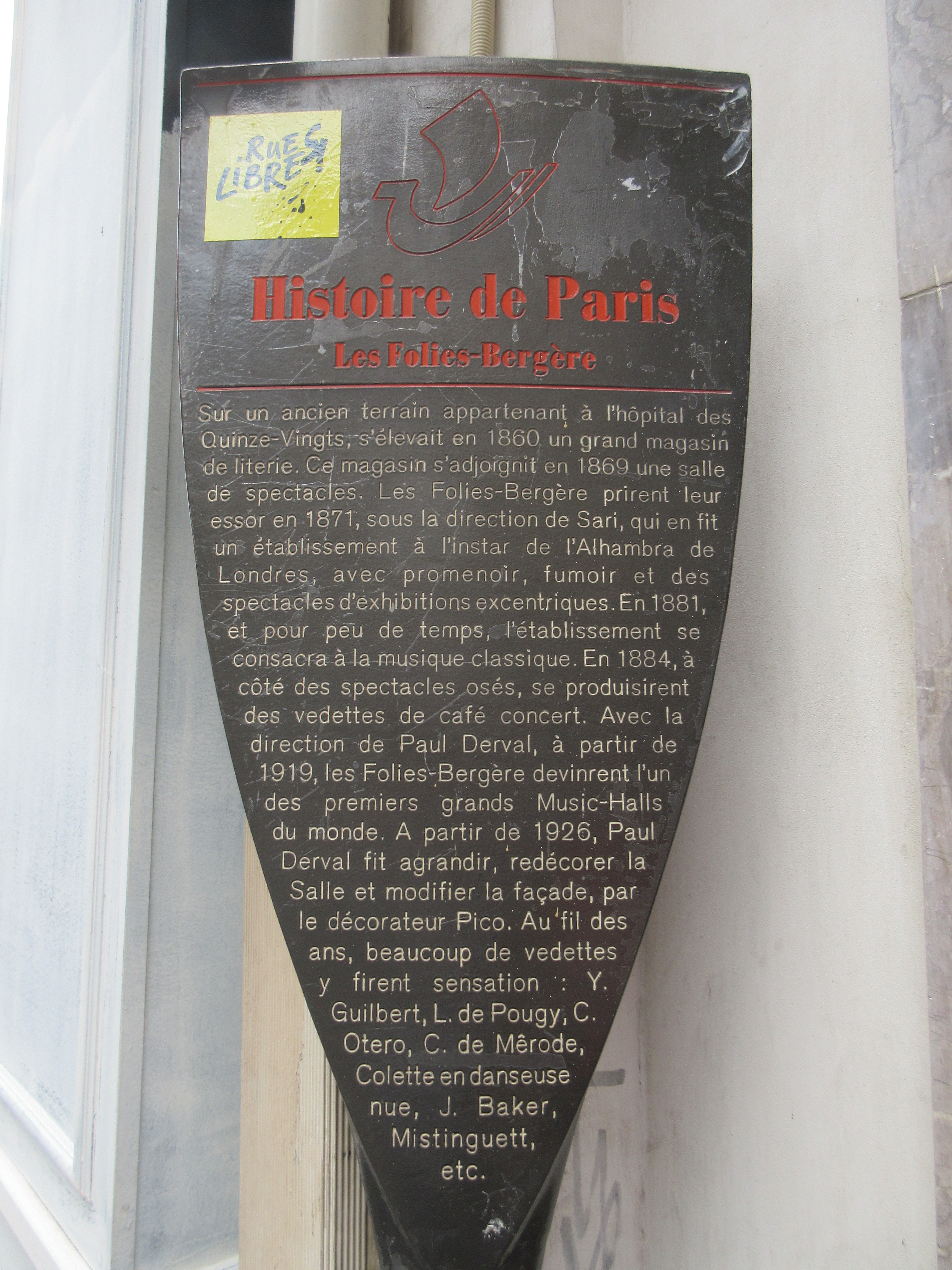
Panneau Histoire de Paris
« Les Folies-Bergère »

- No 13,15, 17 : ancien hôtel dit des Maréchaux, habité probablement par Michel Ney. L'entrée principale est au no 15.
- No 17 : Le 7 février 1912, aux alentours de 6 heures du soir, les ateliers de couture d'un dénommé M. Lemoine prirent feu, ne faisant aucun dégât humain[7].
- No 20 : l'immeuble porte la mention « E.A Kimpton, Société Anonyme », « Transports Maritimes et Terrestres », « Import, Export, Douane ». Cette société, fondée par un citoyen britannique du nom de Kimpton dans les années 1920, dont le siège social y demeura jusqu'au début des années 1980, n'existe plus.
- No 26 : plaque commémorative d'hommage public de la Ville de Paris à Francisco Ferrer, sur l'immeuble où il vécut en exil[8].
- No 32 : un établissement célèbre de cette rue sont les Folies Bergère, construit en 1869, situées approximativement au milieu de la rue.
- No 34 : petit hôtel du XVIIIe siècle
- Nos 54-56 : ici se trouvait dans les années 2000 une plaque commémorative fantaisiste : « Louise LAVIERGE, Mère de famille, EST NEE DANS CET IMMEUBLE / EN 1952 »[9].
- N° 100bis : demeure du Docteur Faustroll selon son créateur Alfred Jarry.

Il existe aussi dans cette rue de nombreux traiteurs casher et librairies religieuses juives.